# Diego Alary
Diego Alary, né le 20 mars 1997 à Ivry-sur-Seine (Val-de-Marne), est un chef cuisinier et vidéaste français.
Il se fait connaître du grand public en participant à la onzième saison de Top Chef, diffusée sur M6 en 2020.
Vidéaste sur le réseau social Tiktok, il y est, en 2021, le cuisinier français le plus suivi au monde. Au printemps 2024, il y compte 3,4 millions d'abonnés.

## Parcours
Diego Pablo Jean Alary naît le 20 mars 1997 à Ivry-sur-Seine, issu d'une famille avec des origines portugaises et espagnoles.
Enfant, Diego Alary veut faire carrière dans le football, qu'il commence à l’âge de 6 ou 7 ans. Il joue en tant que défenseur à l’US Ivry, où il côtoie des joueurs comme Ihsan Sacko, ou Félix Eboa Eboa et rencontre des joueurs franciliens comme Kylian Mbappé ou Jonathan Ikoné. Il intègre le club de formation du CFFP, à 14 ans en espérant intégrer l’INF Clairefontaine. Lors d’un match contre Brétigny-sur-Orge, il se fracture le tibia et péroné et se retrouve plusieurs mois en fauteuil roulant, mettant près d'un an avant de pouvoir marcher sans plâtre. Par la suite, il ne retrouve pas ses performances et arrête sa formation de joueur de football,.
En 2012, alors qu'il est quasiment déscolarisé, sa mère lui conseille de se réorienter vers la cuisine,. Il suit à la télévision la troisième saison de Top Chef, remportée par Jean Imbert, et part faire un stage d'un mois dans le restaurant de ce dernier, avant de suivre un stage de boulangerie puis un stage de pâtisserie au Palais de l'Élysée. Il intègre l'école Ferrandi, où il passe un CAP, en réalisant son apprentissage chez William Ledeuil, à Ze Kitchen Gallerie.
Diego Alary travaille ensuite en tant que commis dans le restaurant triplement étoilé de Guy Savoy à l'hôtel de la Monnaie. À 19 ans, il devient ensuite chef pour la première fois dans le restaurant Simone, à Paris. Un an et demi plus tard, il rejoint Alain Ducasse au restaurant triplement étoilé du Plaza Athénée, où il reste deux ans comme demi-chef de partie. En 2019, il devient chef du restaurant bistronomique Les Pères Siffleurs,.

### Participation à Top Chef 2020
En 2020, il est l'un des quinze candidats participants à la saison 11 de Top Chef, dont il est le candidat le plus jeune. Coaché en début de concours par Philippe Etchebest, il est ensuite suivi par Michel Sarran et se classe cinquième du concours,.
Il se fait remarquer lors du concours par son énergie et son expression caractéristique « Vamos ! ».

### Après Top Chef
Diego Alary travaille pendant l'été 2020 dans le restaurant de Jean Imbert et Pharell Williams à Saint-Tropez : le To Share. Pendant l'été 2021, il signe la carte du restaurant Wanderlust à Paris.
En octobre 2021, il publie son premier livre.
Fin 2021, il réalise la carte de l'Indie Mountain à Megève.

### Vidéaste sur TikTok
À la fin de l'été 2020, Diego Alary ouvre un compte sur le réseau social de partage de vidéos TikTok et publie régulièrement des recettes de cuisines simples, avec des vidéos courtes, pédagogiques et avec un ton sympathique. En quelques mois il devient le chef cuisinier français le plus suivi sur TikTok. Il atteint le millionième abonné début 2021. En avril 2021, il compte 1,5 million d'abonnés et en décembre de la même année il cumule 2,5 millions d'abonnés, ce qui en fait le cuisinier le plus suivi au monde sur ce réseau social (2,8 millions d'abonnés en avril 2022 et 3,4 millions en avril 2024).
Une de ses vidéos a été vue plus de 20 millions de fois.

## Publications
- Diego Alary, En cuisine avec Diego Alary ! : 40 recettes en moins de 30 minutes, Hachette, coll. « Hachette Pratique », 17 novembre 2021, 144 p. (ISBN 2017168386)